# Francisco González-Pulido
Francisco González Pulido (febrero de 1970) es un arquitecto, diseñador y proyectista mexicano conocido por lo expresivo y racional en su aproximación al diseño; las Torres Veer en Las Vegas son un buen ejemplo. En el inicio de su carrera trabajó individualmente, se integró al afamado estudio Murphy/Jahn (actualmente conocido como JAHN) en Chicago en 1999.
Ha trabajado en el diseño de edificios de tipologías diversas: casas, aeropuertos y rascacielos ubicados en América, Europa, Asia y en el Medio Oriente. Empezó a trabajar con Helmut Jahn en 1999, en 2009 se convirtió en su primer socio y desde 2012 es presidente de la firma.

## Vida y educación
González Pulido es un arquitecto mexicano, nacido el 13 de febrero de 1970 en la Ciudad de México. A la edad de seis años se mudó con sus padres al norte de México; actualmente reside en Chicago.
Desde su infancia ha mantenido interés por el arte y por la tecnología, inclusive tenía como meta ser un músico en su adolescencia. Hoy en día sigue cerca del arte ya que toca la guitarra, compone y graba por su cuenta. Es coleccionista de guitarras clásicas y antiguas y de amplificadores También es un corredor de maratones y medios maratones.
A los 17 años decidió inscribirse en la carrera de arquitectura en el Tec de Monterrey, Campus Monterrey donde estudió de 1987 a 1991 y de donde obtuvo el grado de arquitecto.
Después de completar sus estudios universitarios trabajó individualmente en la Ciudad de México desarrollando proyectos en distintos lugares de México y Estados Unidos. Posteriormente, regresó a los estudios con la intención de profundizar en el diseño de tipologías más grandes. Se matriculó en la Escuela de Diseño de Harvard donde cursó entre 1998 y 1999 una maestría en diseño.
A González Pulido se le ha descrito como un hombre de "gran personalidad" y de "ideas grandiosas”. y él mismo refiere que de no haber sido arquitecto, hubiera sido un compositor o un director de cine.

## Carrera
Después de graduarse como arquitecto en el Tec de Monterrey y a los 22 años de edad, fue contratado para construir una casa de veraneo; el proyecto le dio experiencia en diseño así como en el campo de la construcción. Consecuentemente participó en varios concursos y ganó el Price Waterhouse aunque dicho proyecto no llegó a concretarse dado que se dieron cuenta de que no tenía una oficina establecida.
A los veintiséis años fundó la oficina 2MX3, donde trabajó desde 1992 y hasta 1997 mayormente en México y en los Estados Unidos. Proyectos importantes de ese periodo son el U2 Studio en Dublín, the Casa Zárate, el Museo M+M ambos en Oaxaca, la Casa Palmas en Tamaulipas, el Centro Técnico S XXI de General Motors en la Ciudad de México. Siguió trabajando por su cuenta aún después de haber ingresado a la Universidad de Harvard, periodo durante el cual ganó un reconocimiento por parte del entonces futuro presidente de México, Vicente Fox, por su proyecto "La Casa Sintética", una vivienda social, modular y prefabricada.
Más allá de sus éxitos personales, González Pulido deseaba involucrarse en proyectos más ambiciosos como aeropuertos y rascacielos con una visión vanguardista. Una vez graduado de la Universidad de Harvard, González Pulido se integró a la firma Murphy/Jahn.  La firma Murphy/Jahn se había distinguido por ser una de las oficinas más influyentes en el ámbito del diseño y la construcción no solo en Chicago sino internacionalmente.  González Pulido había oído hablar del concepto interdisciplinario de Jahn conocido como “Archi-Neering” el cual está basado en una colaboración entre la ingeniería y la arquitectura y se caracteriza por asumir el edificio como una máquina. Su idea en un principio era trabajar junto a Jahn por un corto tiempo para aprender todo aquello que su experiencia le pudiera proporcionar. Por lo tanto, se integró al despacho en 1999 en 2009 se hizo socio y en 2012 presidente de JAHN. Los proyectos en los que se ha visto mayormente involucrado incluyen diversas tipologías como la Terminal B3 en Beijing, las llamadas Canary Wharf Offices 3 en Londres, el centro de convenciones en Doha, Catar, las llamadas Highlight Towers en Múnich, la "Post Tower" en Tokio. De igual forma participó en la creación de la biblioteca Joe and Rika Mansueto en Chicago, el aeropuerto Suvarnabhumi en Bangkok, la Torre del Servicio Postal en Bonn, la torre Hagau y Hafen en Dusseldorf y la expansión de las tres terminales del aeropuerto internacional O´Hare de Chicago, el rascacielos superalto Leatop Plaza en Cantón (China).
En 2003, es decir a cuatro años de haber sido contratado, fue elegido vicepresidente ejecutivo de Murphy/Jahn y en 2006 fue nombrado vicepresidente de diseño, posición que ocupó hasta 2012. El haber ganado tres importantes concursos de diseño para la firma lo puso en una posición favorable para ser el primer socio en 2009. Como consecuencia de su mismo trabajo, en 2012 vinieron cambios en la firma, dentro de los cuales estuvo la adecuación del nombre de la oficina de arquitectos y su ascenso a presidente; así tomó control de los procesos cotidianos y encabezó el diseño de proyectos.
González Pulido señala su gusto por trabajar de manera semejante en todos los niveles: con la obra y constructores, con proveedores de materiales y con clientes, al resolver problemas. Además de en el desarrollo de mega proyectos trabaja en el diseño de mobiliario que define la arquitectura del espacio en que se ubicarán. Un elemento común en su propuesta arquitectónica es la transparencia que representa un puente entre el edificio y el medio ambiente. Ejemplo de lo anterior es el mobiliario usado en el hotel ecológico de Hong Kong, la torre en Catar y el jardín etnobotánico de Oaxaca.

## Influencia y estilo

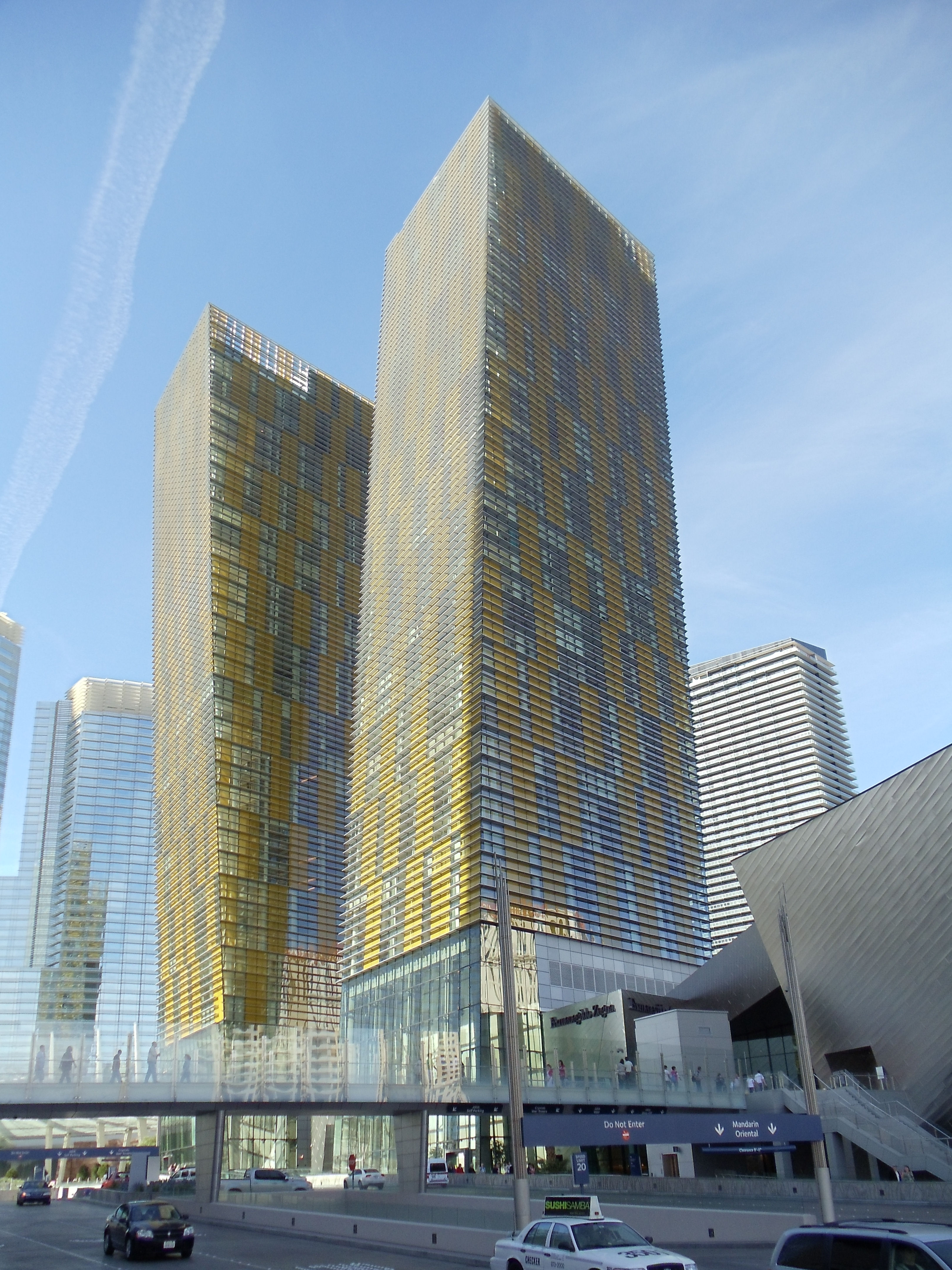
Las Torres Veer en Las Vegas.

González Pulido menciona que ha admirado el trabajo de Jahn desde que era un estudiante en Monterrey y que tenían varias similitudes y admite que sus ideas han diferido en varias ocasiones.
González-Pulido no cree en el estilo, la tendencia o en el intento de conformidad por cualquier idea preconcebida, independientemente de si es proveniente de fórmulas o culturas. Para él, tratar de seguir o iniciar una tendencia lleva a un mal diseño. En cambio trabaja para encontrar una solución a un problema o situación a través de la tecnología y sus propias ideas, aspirando por la belleza como resultado de una armoniosa combinación de tecnología, técnicas, funcionalidad y la practicidad. González-Pulido piensa en términos de secuencia y escenarios, creando así planes para cada construcción como si fuera residente o trabajador del mismo.
Un elemento en común que le ha permitido diseñar mejores técnicas de construcción es el peso debido a que le permite crear edificios a gran escala con la visión de crear "ciudades verticales". Consecuentemente el espacio es un factor muy importante a considerar ya que tiende a designar la forma de un edificio. En consideración del medio ambiente, González-Pulido ha diseñado construcciones que permiten ser desmanteladas y reutilizadas. Por otra parte ha utilizado la brisa natural del aire para enfriar espacios o la luz solar para calentarlos. En la fase inicial del diseño lee y escribe intensamente, y solo se encarga de dibujar únicamente cuando tiene una idea clara de lo que quiere hacer.
Las Veer Towers en Las Vegas, fueron el primer proyecto que dirigió por completo en la entonces todavía llamada firma Murphy/Jahn, las cuales destacan por su diseño poco convencional. Él mismo las refiere como una mezcla "de utopía, surrealismo y gran ambición".

## Proyectos
Selección de proyectos terminados

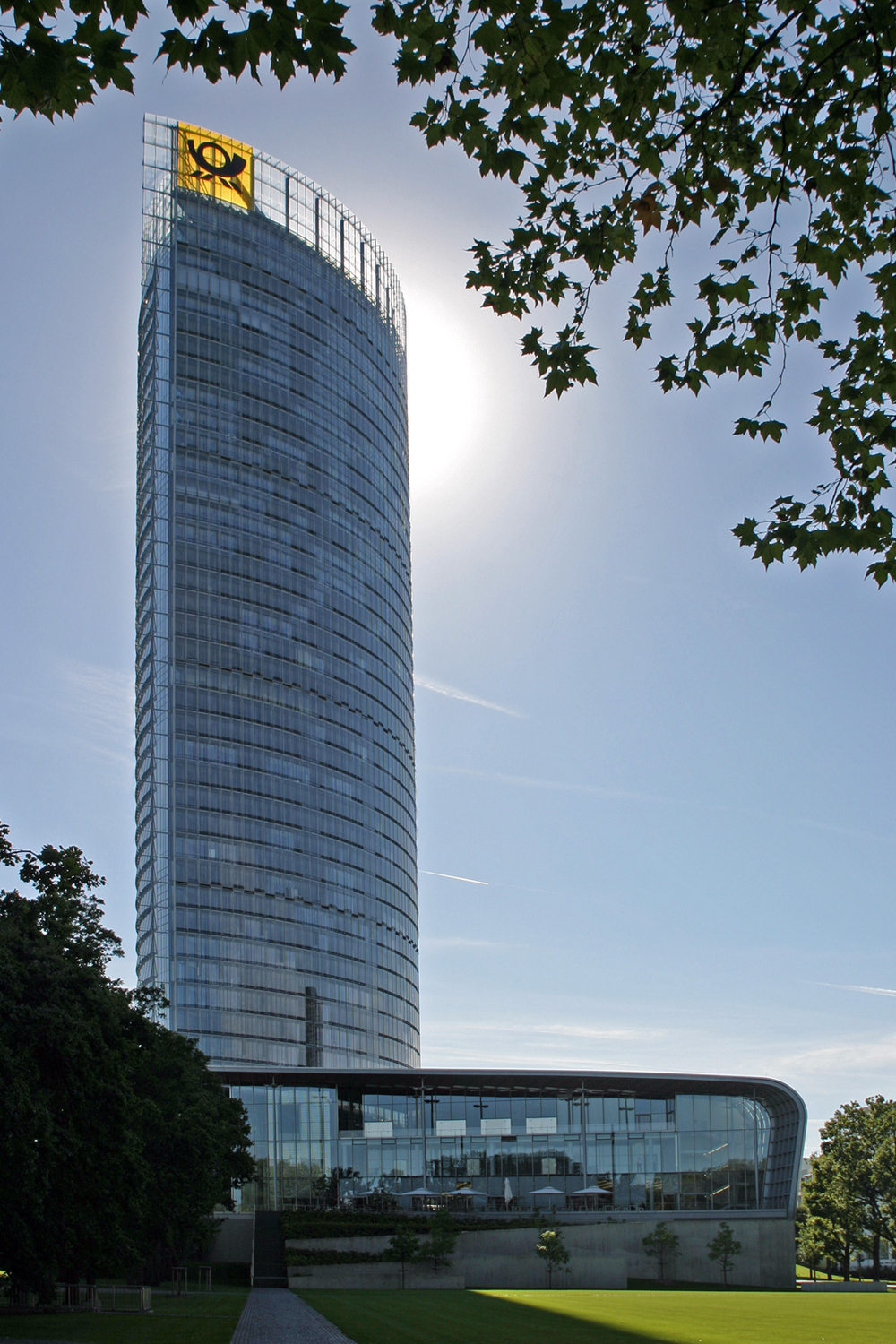
Deutche Post, Oficinas centrales. Bonn, Alemania

- 1999 K Street, Oficinas, Washington DC, EUA
- 600 Fairbanks , Residencial, Chicago, EUA
- Bayer, Oficinas centrales, Leverkusen, Alemania
- Deutche Post, Post Tower Oficinas centrales, Bonn, Alemania
- Aeropuerto de Colonia/Bonn Aeropuerto, Colonia, Alemania
- Focus Media Group, Usos múltiples, Rostock, Alemania
- Hegau Tower, Oficinas, Singen, Alemania
- Highlight Towers, Usos múltiples, Múnich, Alemania
- Japan Post, Oficinas, Tokio, Japón
- Joe And Rika Mansueto, Biblioteca, Chicago, EUA
- Leatop Plaza, Oficinas, Cantón, China
- Merck, Oficinas centrales, Ginebra, Suiza
- Shure, Oficinas centrales, Chicago, EUA
- Sign, Oficinas centrales, Dusseldorf, Alemania
- Skyline Tower, oficinas, Múnich, Alemania
- State State Village, Residencial, Chicago, EUA
- Aeropuerto Internacional Suvarnabhumi Aeropuerto, Bangkok, Tailandia
- UIC Planta generadora, Chicago, EUA
- Yaesu, Estación, Tokio, Japón
- Cosmopolitan, Residencial, Varsovia, Polonia
- Wesser Tower, Oficinas, Bremen, Alemania
- Doha Convention Center, Centro de convenciones, Doha, Catar
- Estadio Alfredo Harp Helú, Ciudad de México, México
- Aeropuerto Internacional Felipe Ángeles, Santa Lucia, México

Proyectos en construcción

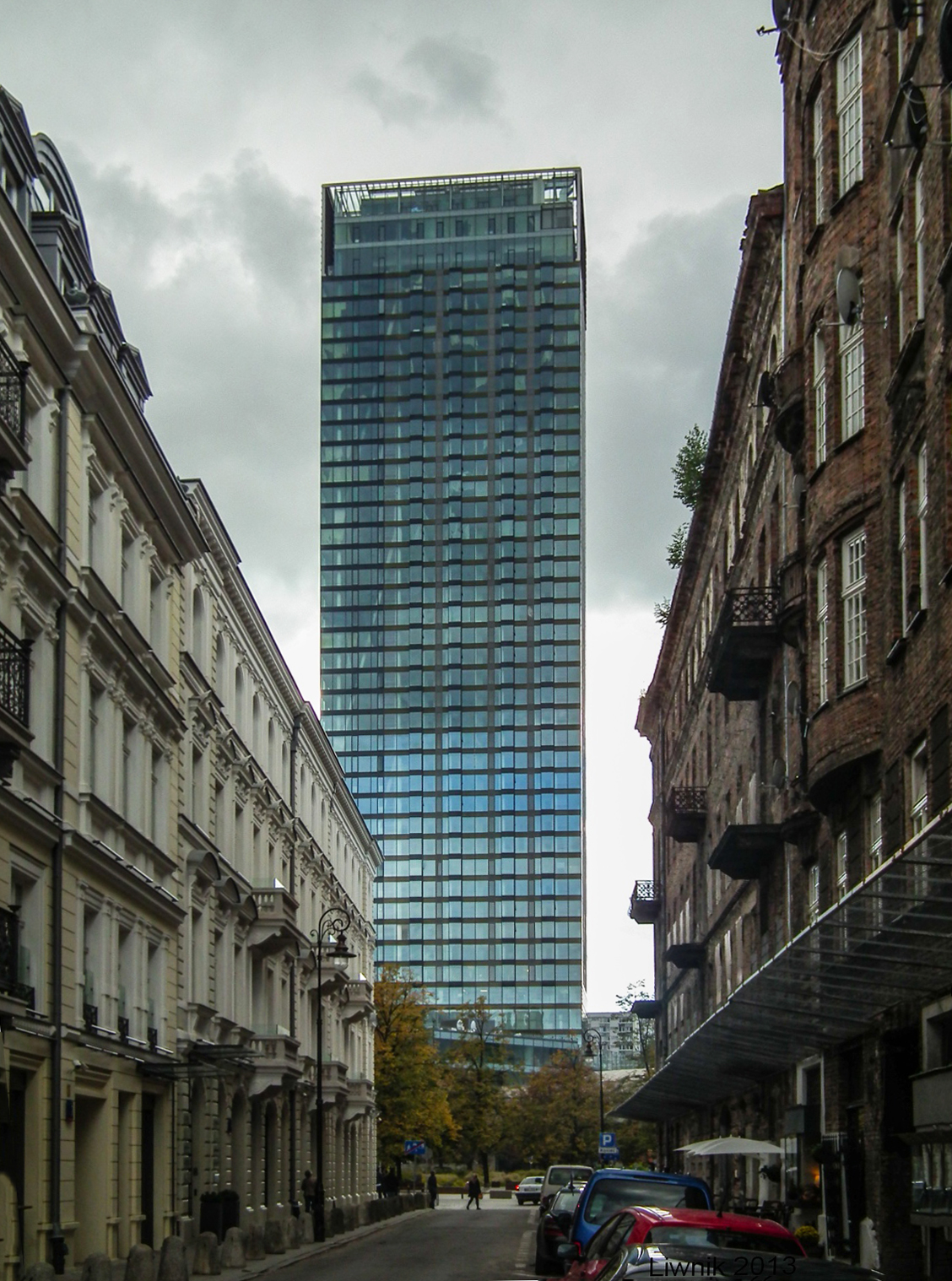
Cosmopolitan. Varsovia, Polonia

- Qiantan 14, Usos mixtos, Shanghái, China
- SIFC, Oficinas centrales, Shanghái, China

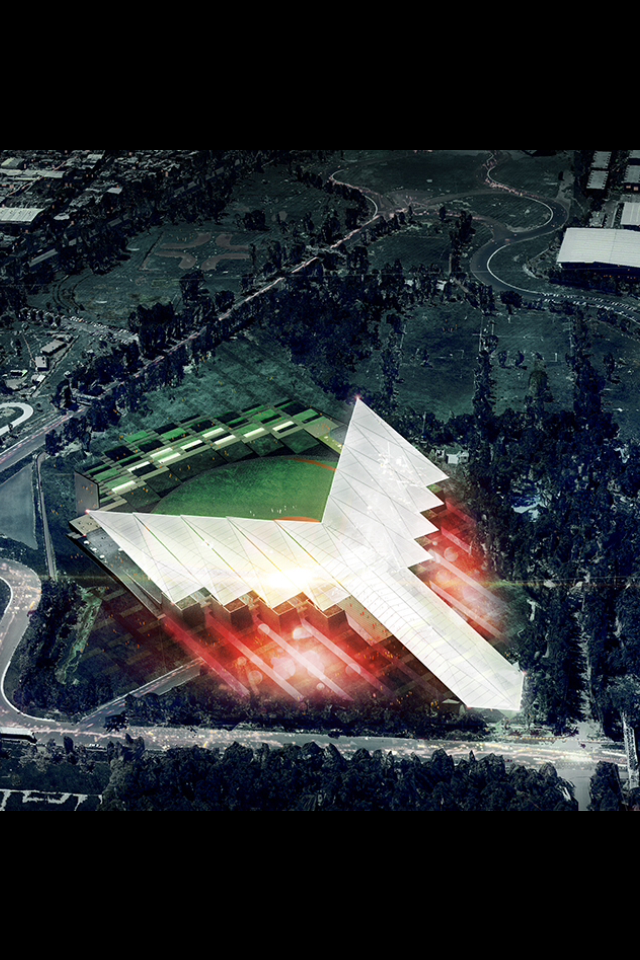
Estadio de Béisbol de los Diablos Rojos del México. Ciudad de México

## Publicaciones
- The Bilbao Guggenheim Museum and other case studies in project's management para Harvard Graduate School of Design. (Como contribuidor)
- Helmut Jahn, Architecture-Engineering- Birkhauser.
- Helmut Jahn, Process and Progress- Birkhauser.
- Portfolio Design: Second and Third Edition- Norton.
- Murphy Jahn Six Works- Imágenes publicitarias.
- Bayer Headquarters- Birkhauser.
- Post Tower-Bonn.-Birkhauser.
- State Street Village.-Birkhauser.
- Visionary Chicago Achitecture: Fourteen inspired concepts for the third millenia. (Editado por Stanley Tigerman y William Martin).

## Reconocimiento
Su trabajo ha sido exhibido en el Art Institute of Chicago, el "Unbuilt Chicago" y el studio U2 en Dublín. En 2005 ganó el "National Firm Award from the American Institute of Architects" .